# Saint-Quentin-de-la-Roche
Saint-Quentin-de-la-Roche est une ancienne commune française du département du Calvados, qui fut réunie le 27 septembre 1833 à la commune de Tassilly , pour former la commune de Saint-Quentin-Tassilly. Cette éphémère commune fut partagée en deux sections et démembrée le 20 avril 1854 : la section qui correspond à l'ancienne commune de Saint-Quentin fut réunie à Soûmont, sous le nom de Soûmont-Saint-Quentin et  la section issue de l'ancienne commune de Tassilly est réunie à Bons, qui prend le nom de Bons-Tassilly.